# آنتونیو بونینی
آنتونیو بونینی (ایتالیایی: Antonio Bonini؛ زادهٔ ۱۵ ژوئیهٔ ۱۹۵۴) بازیکن والیبال اهل کشور ایتالیا بود. وی در بازی‌های المپیک تابستانی ۱۹۸۰ شرکت کرده‌است.